# Obustava stečajnog postupka
Do obustave stečajnog postupka može doći zbog četiri razloga, sitvacije.

## Obustave
1. Obustava zbog nedostatnosti stečajne mase za pokriće troškova stečajnog postupka. Postupak se neće obustaviti ako stečajni vjerovnici solidarno predujme troškove postupka. Stečajni upravitelj može i nakon obustave i zaključenja stečajnog postupka nastaviti s unovčenjem imovine dužnika.
2. Obustava zbog nedostatnosti stečajne mase za ispunjenje ostalih obveza stečajne mase iako su stečajni troškovi pokriveni. Dakle, stečajna masa je dostatna za troškove postupka, ali ne i za ostale obveze. Prijavu o nedostatnosti stečajne mase podnosi stečajni upravitelj stečajnom sucu, a stečajni vjerovnici imaju pravo podnijeti mišljenje o toj prijavi.
3. Obustava zbog naknadnog nestanka stečajnog razloga. Do ove obustave može doći samo na prijedlog dužnika. Dužnik mora predočiti jamstvo da nakon obustave neće biti nesposoban za plaćanje ili prezadužen.
4. Obustava uz suglasnost vjerovnika. I do ove obustave može doći samo na prijedlog dužnika koji mora imati pisanu suglasnost svih stečajnih vjerovnika. Stečajni sudac po slobodnoj procjeni odlučuje da li je potrebna i suglasnost vjerovnika osporenih tražbina te razlučnih vjerovnika odnosno da li im je potrebno pružiti odgovarajuće osiguranje.

## Učinak obustave
Dužnik ponovno stječe pravo slobodnog raspolaganja stečajnom masom.

## Postupak
Prijedlog za obustavu koji podnosi dužnik (sitvacije 3. i 4.) objavljuje se na oglasnoj ploči stečajnog suda na uvid svim sudionicima stečajnog postupka.
U svakom slučaju stečajni vjerovnici mogu podnijeti prigovor. Sudac će odlučiti o obustavi nakon saslušanja predlagatelja, stečajnog upravitelja, odbora vjerovnika te podnositelja prigovora, ako je prigovor podnesen.

## Žalba
Protiv rješenja o obustavi odnosno odbijanju obustave pravo na žalbu imaju svi vjerovnici odnosno dužnik.